# Wilhelm Frohberg
Wilhelm Frohberg (* 8. November 1851 in Roßwein; † nicht ermittelt) war ein deutscher Turner und Turnpädagoge.

## Leben und Werk
Er war der Sohn des Tuchmachermeisters Karl Wilhelm Frohberg. Nach dem Besuch der Bürgerschule in Roßwein absolvierte er das Lehrerseminar in Dresden-Friedrichstadt und war danach u. a. als Lehrer in Pirna und als Oberlehrer am Königlichen Schullehrer-Seminar in Dresden tätig. Bereits in Dresden kam er mit der Turnbewegung in Kontakt und wurde schon bald aktiver Vorturner und später Direktor der Turnlehrerbildungsanstalt in Dresden sowie II. Kreisvertreter des Turnkreises XIV (Sachsen).

## Schriften (Auswahl)
- Handbuch für Turnlehrer und Vorturner. Leipzig o. J.
- Uebungsbeispiele aus dem Gebiete des Gerätturnens. 13. Aufl., Leipzig 1911.
- Übungsbeispiele aus dem Gebiete der Frei-, Ordnungs-, Hantel-, Stab- und Keulenübungen. 12. Aufl., Leipzig 1912.
- 180 Turnabende, ein Hilfsbuch für Turnwarte und Vorturner. Leipzig o. J. [1916].
- Deutsches Gerät-Turnen. Dresden o. J. [1925]